# Jordan River (Regisseur)

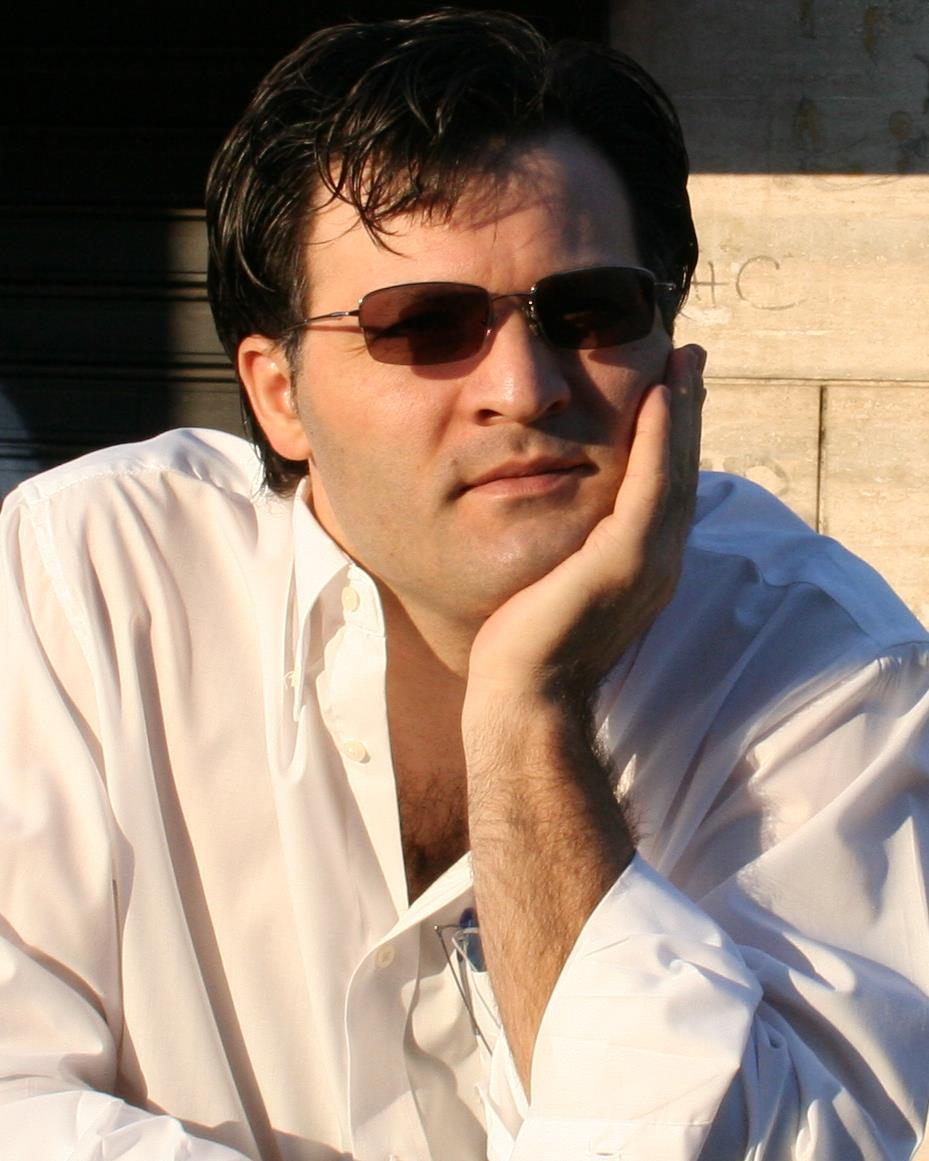
Jordan River

Jordan River (* 20. Februar 1976 in Corigliano-Rossano) ist ein italienischer Filmregisseur und Drehbuchautor. Er arbeitet seit 2012 für Film und Fernsehen und realisierte mehr als ein Dutzend Produktionen. Er gilt als einer der Pioniere des 3D-Kinos in Italien. Sein Schwerpunkt liegt auf Dokumentationen. 2012 produzierte River den ersten italienischen 3D-Dokumentarfilm, Apollineum 3D.

## Filmografie
- 2012: Apollineum
- 2015: Goth-Amok: gamebook adventure
- 2015: Hollywood Italian Lifestyle
- 2017: Le origini della cinematografia
- 2018: Stonehenge, il tempio dei druidi
- 2018: Caravaggio, la potenza della luce
- 2019: Dance – The Audition (Ausstrahlung am 8. Oktober 2021 auf Rai 5[2])
- 2020: Artemisia Gentileschi, pittrice guerriera
- 2023: Il monaco che vinse l'Apocalisse

## Schriften
- mit Gianfranco Confessore: 3D Stereoscopico. Guida professionale per cinema, tv, new media. FAG, Mailand 2012, ISBN 978-88-6604-203-7.
- Comunicare in 3D. Manuale pratico per la creazione di video, foto e filmati in 3D. Bruno Editore, 2021, ISBN 978-88-6174-545-2.